# لاآرجنتينا
لارجنتينا هي قصيدة كتبها مارتن ديل باركو سنتينيرا عام 1602. الاسم الكامل هو الأرجنتين وغزو ريو دي لا بلاتا، مع حوادث أخرى من ممالك البيرو، ودولة توكومان و البرازيل. 
وكان مارتن ديل باركو سينتينيرا قسًا قد وصل إلى حوض ريو دي لا بلاتا جنبا إلى جنب مع (أديلانتادو خوان أورتيز دي زاراتي).
تمزج القصيدة بين الأحداث التاريخية الحقيقية وقصص الخيال، مثل البشر على شكل الأسماك. وتنقسم إلى أكثر من أربعة وعشرين فصلا.و نشرت لأول مرة في لشبونة في عام 1602. 
ومن المعروف أن القصيدة كونها واحدة من أقدم استخدامات اسم الأرجنتين فيها.